# Escuts i banderes del Comtat
Els escuts i banderes del Comtat són el conjunt de símbols que representen els municipis d'aquesta comarca.
En aquest article s'hi inclouen els escuts i les banderes oficialitzats per la Generalitat Valenciana i els que se van aprovar per l'administració de l'Estat abans de les transferències a la Generalitat Valenciana, així com altres que no han estat oficialitzats.

## Escuts oficials

Escut d'Alcoleja Aprovat el 26 de juliol de 1994.
Escut d'Almudaina Aprovat el 3 d'octubre de 1980[2] i modificat el 16 de setembre de 2003.
Escut de l'Alqueria d'Asnar Aprovat el 24 de febrer de 1995.
Escut de Balones Aprovat el 20 de maig de 1985.
Escut de Benasau Aprovat el 15 de maig de 1998.
Escut de Beniarrés Aprovat el 8 d'octubre de 1998.
Escut de Benillup Aprovat el 4 de maig de 2010.
Escut de Benimarfull Aprovat l'11 de març de 1986.
Escut de Benimassot Aprovat el 13 de setembre de 1988.
Escut de Fageca Aprovat el 27 de novembre de 1991.
Escut de Famorca Aprovat el 29 de maig de 1992.
Escut de Gaianes Aprovat el 14 de desembre de 2000.
Escut de Gorga Aprovat el 20 d'agost de 1986.
Escut de Millena Aprovat el 20 de maig de 1985.
Escut de l'Orxa Aprovat el 14 de febrer de 2001.
Escut de Planes Aprovat el 5 d'octubre de 1979[17] i modificat el 23 de desembre de 1992.
Escut de Quatretondeta Aprovat el 25 de juny de 2012.
Escut de Tollos Aprovat el 25 de novembre de 2004.

## Escuts sense oficialitzar

Escut d'Agres
Escut d'Alcosser de Planes
Escut d'Alfafara
Escut de Benilloba
Escut de Cocentaina
Escut de Muro d'Alcoi

## Banderes oficials

Bandera d'Alcoleja Aprovada el 13 d'octubre de 1998.
Bandera de l'Alqueria d'Asnar Aprovada del 23 de gener de 2004.
Bandera de l'Orxa Aprovada el 30 de març de 2017.
Bandera de Planes Aprovada el 23 de desembre de 1992.